# UFC 36
UFC 36: Worlds Collide（ユーエフシー・サーティシックス：ワールズ・コライド）は、アメリカ合衆国の総合格闘技団体「UFC」の大会の一つ。2002年3月22日、ネバダ州ラスベガスのMGMグランド・ガーデン・アリーナで開催された。

## 大会概要
メインイベントのUFC世界ヘビー級タイトルマッチでは、挑戦者ジョシュ・バーネットが王者ランディ・クートゥアにTKO勝ちし、全階級を通じて史上最年少となる24歳でのUFC王座戴冠を果たしたが、試合後の薬物検査で陽性反応となり、王座を剥奪された。
UFC世界ウェルター級タイトルマッチでは、王者マット・ヒューズが前修斗ミドル級（76kg）王者で挑戦者の桜井"マッハ"速人からTKO勝ちを収め王座の初防衛に成功した。

## 試合結果
第1試合 ウェルター級 5分3R
○  ショーン・シャーク vs.  中尾受太郎 ×
3R終了 判定3-0（30-27、30-27、30-27）
第2試合 ライト級 5分3R
○  マット・セラ vs.  ケリー・デュランティ ×
1R 2:58 三角絞め
第3試合 ヘビー級 5分3R
○  フランク・ミア vs.  ピート・ウィリアムス ×
1R 0:46 新型キムラアームバー
第4試合 ライトヘビー級 5分3R
○  エヴァン・タナー vs.  エルヴィス・シノシック ×
1R 2:06 TKO（ドクターストップ：カット）
第5試合 ミドル級 5分3R
○  マット・リンドランド vs.  パット・ミレティッチ ×
1R 3:09 TKO（レフェリーストップ：マウントパンチ）
第6試合 UFC世界ウェルター級タイトルマッチ 5分5R
○  マット・ヒューズ vs.  桜井"マッハ"速人 ×
4R 3:01 TKO（レフェリーストップ：マウントパンチ）
※ヒューズが王座の初防衛に成功
第7試合 ヘビー級 5分3R
○  ペドロ・ヒーゾ vs.  アンドレイ・アルロフスキー ×
3R 1:45 KO（スタンドパンチ連打）
第8試合 UFC世界ヘビー級タイトルマッチ 5分5R
○  ジョシュ・バーネット vs.  ランディ・クートゥア ×
2R 4:35 TKO（レフェリーストップ：パウンド）
※バーネットが王座獲得に成功